# شکستگی استخوان
شکستگی استخوان اصطلاحی در پزشکی است و به معنی هر نوع از خلل در یکپارچگی استخوان می‌باشد.
انواع شکستگی
شکستگی‌ها به سه دسته بسته، باز و پیچیده تقسیم می‌شوند که در نوع بسته پوست سالم باقی‌مانده و زخمی نمی‌شود،در نوع باز شکستگی باعث پاره‌شدن پوست می‌شود به گونه‌ای که شکستگی با زخم ارتباط پیدا می‌کند و بسیار دردناک است و در نوع سوم باعث صدمه خوردن اعضای دیگر مانند رگ یا اعصاب می‌گردد.

## آزمون‌های رایج مکانیکی روی استخوان
برای به دست آوردن خواص مکانیکی استخوان مانند سختی و مدول یانگ، انرژی جذب شده (چقرمگی)، کرنش نهایی و استحکام نهایی از تست‌های مکانیکی مختلفی استفاده می‌شود.همان طوری‌که می دانیم استخوان ناهمسان گرد است و رفتار مکانیکی اش تحت بارگذاری در راستاهای متفاوت فرق می‌کند. استخوان انسان در فشار را بیشتر از کشش و کشش را بیشتر از برش می‌تواند تحمل کند.
کشش:
در سطح میکروسکوپی، شکست برای استخوانی که تحت بارگذاری کششی قرار گرفته عمدتاً به خاطر گسستگی cementها و کشیده شدن حفرات جایگاه سلول‌های استئوبلاست (osteons) اتفاق می افتد.
- نوع شکستگی که در تنش رخ می‌دهد شکست عرضی (transverse fracture) است.
- در استخوان‌های دراز معمولاً شکستگی در جایی رخ می‌دهد که حجم بیشتری از استخوان اسفنجی وجود داشته باشد.

فشار:
در سطح میکروسکوپی، شکستگی ایجاد شده در اثر بارگذاری فشاری عمدتاً به خاطر ترک خوردگی مایل در محل حفرات جایگاه سلول‌های استئوبلاست (osteons) است.
- آن نوع از شکستگی که در فشار رخ می‌دهد اریب با زاویهٔ ۳۰ درجه و به خاطر نیروهای برشی است.
- تعداد کمی شکستگی‌ها صرفاً به علت بارگذاری فشاری باشند.
- در استخوان‌های دراز معمولاً شکستگی در جایی رخ می‌دهد که حجم بیشتری از استخوان اسفنجی وجود داشته باشد.

خمش:
خمش ترکیبی از بارگذاری کششی و فشاری است. معمولاً یک طرف استخوان تنش کششی را تحمل می‌کند و طرف دیگر تنش فشاری را. از آنجا که استخوان ناهمسانگرد(assymmetrical) است تنش فشاری و کششی که می‌تواند تحمل کند برابر نیستند.
- نوع شکستگی که در خمش رخ می‌دهد شکست عرضی است چون همان طور که اشاره شد تحمل استخوان در برار کشش کمتر از فشار است.
- شکست در سمتی از محور خنثی اتفاق می افتد که کشش را تحمل می‌کند.

خمش سه نقطه ایی: سه نیروی وارده بر جسم دو گشتاور برابر تولید می‌کنند، که هر کدام محصول یکی از دو نیروی خارجی و فاصله آن تا محور چرخش ( نقطه وسط که بار آنجا اعمال می‌شود و اگر بارگذاری به تسلیم منجر شود با فرض همگن و همسانگرد بودن جسم، در نقطه‌ای اعمال نیروی وسط شکسته می‌شود.)
در استخوان بزرگسالان همان طور که اشاره شد شکست در سمتی از استخوان اتفاق می افتد که کشش را تحمل می‌کند. در استخوان بچه‌ها ممکن است شکست به علت کمانش ناشی از فشار ایجاد شود.
خمش چهار نقطه ایی: دو کوپل وارده بر جسم دو گشتاور برابر تولید می‌کنند. اندازهٔ گشتاور وارده در خمش در سراسر منطقه بین این دو نیرو یکسان است. ساختار در ضعیف‌ترین نقطه خود در این فاصله می شکند.
بارگذاری ترکیبی خمشی و فشاری:
در این حالت شکستگی ترکیبی از شکستگی فشاری و خمشی است. خمش در سمت کششی استخوان تولید شکستگی عرضی می‌کند و فشار موجب شکستگی مایل در طرف دیگر تار خنثی می‌شود. و باعث ایجاد شکست پروانه ایی می‌شود.
پیچش:
بارگذاری طوری انجام می‌شود که پیچش حول محور رخ دهد. گشتاور در داخل ساختار ایجاد می‌شود.
حداکثر تنش برشی در سطوح موازی و عمود بر محور خنثی وارد می‌شود.
حداکثر تنش نیروهای فشاری و کششی در صفحات مورب با محور خنثی وارد می‌شوند.
نوع شکستگی که در پیچش رخ می‌دهد شکست مارپیچی است.
این شکست به علت تنش برشی آغاز می‌شود، با ایجاد ترک موازی محور خنثی از استخوان و سپس ترک به علت تنش کششی در امتداد خط مورب با محور استخوان انتشار می یابد
برش:
جسم در معرض بارگذاری برشی تغییر شکل زاویه‌ای می‌دهد.
هنگامی که مواد تحت بارگذاری فشاری یا کششی باشند، تنش برشی نیز تولید می‌شود.
مدول مواد تحت بارگذاری برشی مدول برشی نامیده می‌شود نه مدول الاستیک. شکست عموماً در استخوان اسفنجی رخ می‌دهد.
آزمونی که در این تحقیق از آن استفاده شد آزمون خمش سه نقطه‌ای بود، با اینکه در خمش چهار نقطه‌ای بازهٔ بیشتری تحت گشتاور max است و از این نظر بهتر است ولی چون طول نمونه‌های ما کم بود ترجیح دادیم از آزمون خمش سه نقطه ایی استفاده کنیم.

## علائم
- درد و حساسیت محل شکستگی
- تورم، کبودی و تغییر شکل اندام
- حرکت غیرطبیعی یا ناپایداری
- عدم توانایی عملکرد طبیعی
- شوک[۲]

## نگارخانه

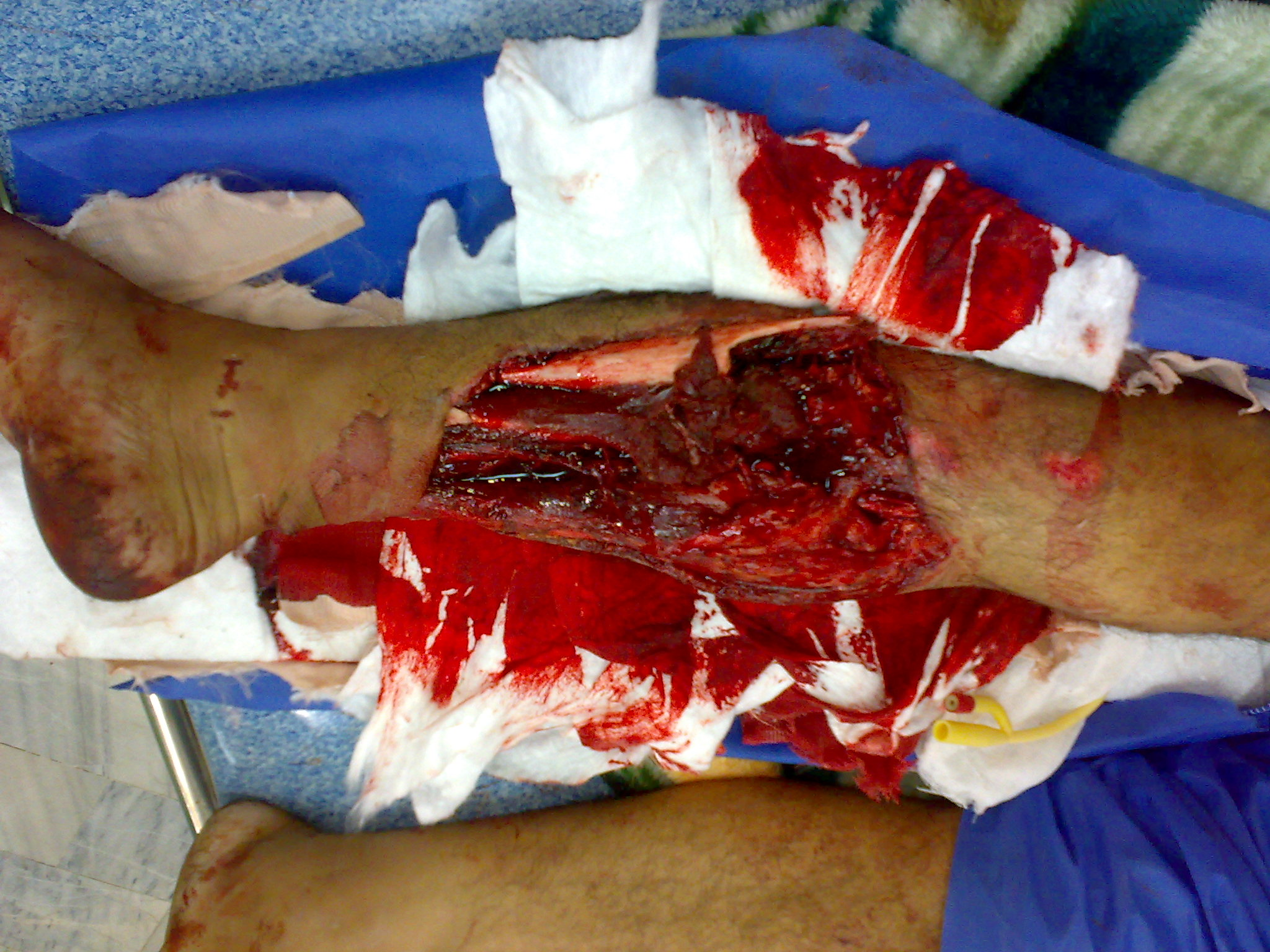
شکستگی باز استخوان ساق پا
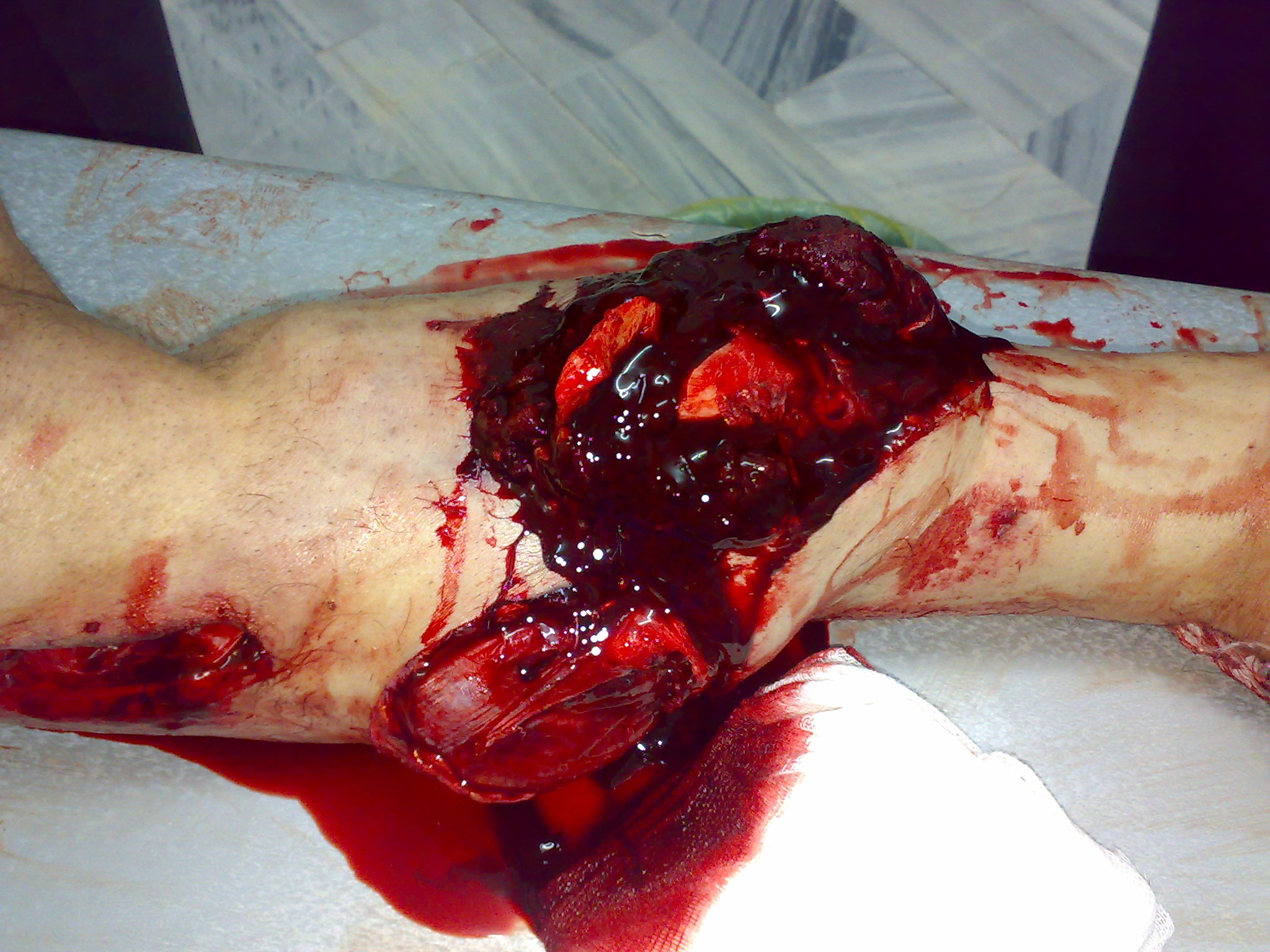
شکستگی باز استخوان ساق پا
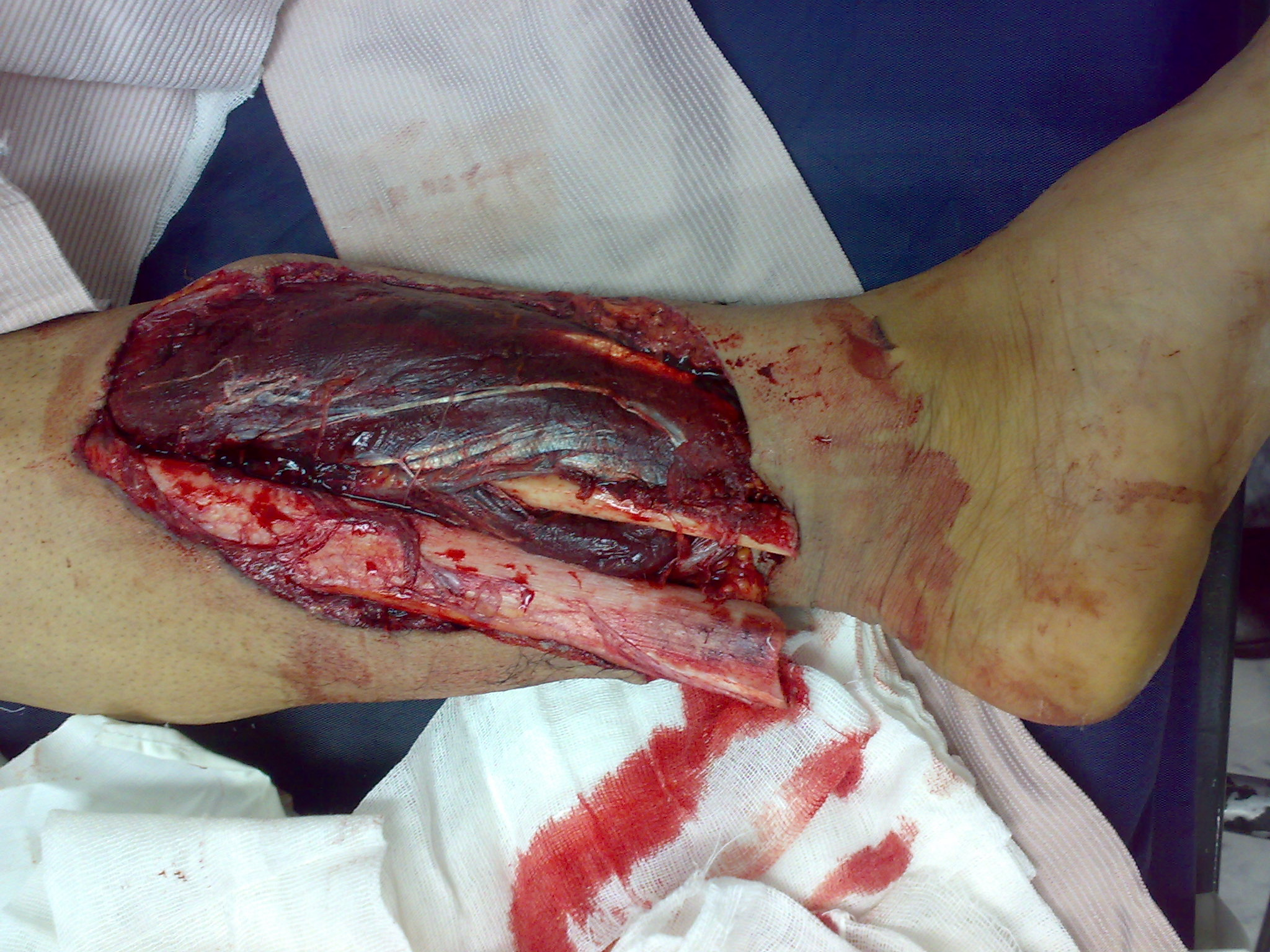
شکستگی باز